# Sedeh Lanjan
Sedeh Lanjān (farsi سده لنجان) è una città dello shahrestān di Lenjan, circoscrizione Centrale, nella Provincia di Esfahan. Aveva, nel 2006, una popolazione di 17.335 abitanti.